# Dypterygia vagivitta
Dypterygia vagivitta là một loài bướm đêm trong họ Noctuidae.